# Tekellina guaiba
Tekellina guaiba là một loài nhện trong họ Theridiidae.
Loài này thuộc chi Tekellina. Tekellina guaiba được miêu tả năm 1993 bởi Marques & Buckup.